# Ноа Еммеріх
Ноа Еммеріх (англ. Noah Emmerich; нар.27 лютого 1965) — американський актор.

## Життєпис
Еммеріх народився в єврейській сім'ї 27 лютого 1965 року в Нью-Йорку. Його мати Констанція — концертна піаністка, а його батько, Андре Еммеріх (1924—2007), був власником галереї та художником. Андре, народжений у Франкфурті, Німеччина, емігрував із нацистської Німеччини разом із сім'єю, яка переїхала спочатку в Амстердам, Нідерланди, а потім у Нью-Йорк у 1940 році. Обидва батьки єврейська, з Німеччини та Франції по батькові та з Угорщини та Румунії по матері. У Ноа є два старших брата: Тобі Еммеріх, сценарист і нинішній голова групи Warner Bros. Pictures Group, та Адам Еммеріх, партнер юридичної фірми Wachtell, Lipton, Rosen & Katz у Нью-Йорку, що спеціалізується на злиттях та поглинаннях підприємств.

## Фільмографія

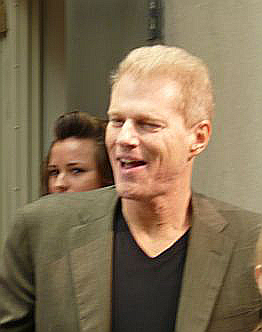
Ноа Еммеріх, вересень 2008

### Кіно
| Рік  | Назва                           | Роль                    | Примітки    |
| ---- | ------------------------------- | ----------------------- | ----------- |
| 1993 | Останній кіногерой              | Rookie                  |             |
| 1994 | Laura Sobers                    | Dale                    | Short film  |
| 1996 | Красиві дівчата                 | Michael «Mo» Morris     |             |
| 1997 | Поліцейські                     | Deputy Bill Geisler     |             |
| 1998 | Шоу Трумена                     | Louis Coltrane / Marlon |             |
| 1999 | Життя                           | Stan Blocker            |             |
| 1999 | Crazy in Alabama                | Sheriff Raymond         |             |
| 1999 | Tumbleweeds                     | Vertis Dewey            |             |
| 2000 | Love & Sex                      | Eric                    |             |
| 2000 | Радіохвиля                      | Gordo Hersch            |             |
| 2001 | Julie Johnson                   | Rick Johnson            |             |
| 2002 | Ті, що говорять із вітром       | Private Chick           |             |
| 2003 | За межею                        | Elliot Hauser           |             |
| 2004 | Miracle                         | Craig Patrick           |             |
| 2004 | Стільниковий                    | Jack Tanner             |             |
| 2006 | Як малі діти                    | Larry Hedges            |             |
| 2007 | Різдвяна історія                | Nikolas                 | English dub |
| 2008 | Гордість і слава                | Francis Tierney, Jr.    |             |
| 2010 | Sympathy for Delicious          | Rene Faubacher          |             |
| 2010 | Trust                           | Al Hart                 |             |
| 2010 | Гра без правил                  | Bill Johnson            |             |
| 2011 | Супер 8                         | Colonel Nelec           |             |
| 2011 | Воїн                            | Dan Taylor              |             |
| 2012 | The Fitzgerald Family Christmas | Francis «FX» Xavier     |             |
| 2013 | Blood Ties                      | Lt. Connellan           |             |
| 2016 | Джейн береться до зброї         | Bill Hammond            |             |
| 2017 | The Wilde Wedding               | Jimmy Darling           |             |
| 2018 | That's Harassment               | Actor                   | Short film  |
| 2022 | Хороший медбрат                 | Тім Браун               |             |